# Ophiomusium ultima
Ophiomusium ultima är en ormstjärneart som först beskrevs av Paul E. Hertz 1927.  Ophiomusium ultima ingår i släktet Ophiomusium och familjen Ophiolepididae. Inga underarter finns listade i Catalogue of Life.